# سلین گیفورد
سلین گیفورد (انگلیسی: Selene Gifford؛ ۳۰ مهٔ ۱۹۰۱ – ۲۱ ژوئیهٔ ۱۹۷۹) یک مددکار اجتماعی اهل ایالات متحده آمریکا و از مقامات بین‌المللی و دولت فدرال ایالات متحده بود. او در سال ۱۹۶۴ به‌واسطهٔ کار و رهبری خود در اداره امور سرخ‌پوستان موفق به دریافت جایزه زن فدرال شد.

## اوایل زندگی
سلین گیفورد در روچستر، ماساچوست به دنیا آمد. پدر او جورج جی. گیفورد و مادرش الیزابت آنا شرمن گیفورد بودند.

## فعالیت حرفه‌ای
گیفورد در دوران رکود بزرگ به عنوان مددکار اجتماعی در ایالت‌های مختلف آمریکا فعالیت می‌کرد. در سال ۱۹۳۶، به عنوان دستیار مددکار اجتماعی منطقه‌ای در اداره پیشرفت کار (WPA) در ویرجینیای غربی مشغول به کار شد. در سال ۱۹۳۸ از سخنرانانی بود که در مورد مددکاری اجتماعی در یک کنفرانس ایالتی در فلوریدا سخنرانی می‌کرد. در سال ۱۹۴۰ به سمت ناظر ارشد منطقه‌ای WPA در اعماق جنوب منصوب شد و در کنفرانس مددکاران اجتماعی می‌سی‌سی‌پی به سخنرانی پرداخت.
گیفورد در سال ۱۹۴۳ به‌عنوان مشاور رفاه عمومی در اداره جابجایی جنگ مشغول به کار شد و مأموریت داشت تا از اردوگاه‌های اسارت ژاپن نیز بازدید کند. او سپس برای استخدام مخالفان وظیفه‌شناسی سفیدپوست در اردوگاه‌ها به رایزنی پرداخت، و در یک میزگرد با مایک ماسائوکا و آنی کلو واتسون در یک کنوانسیون مددکاری اجتماعی دربارهٔ اردوگاه‌ها به گفتگو پرداخت.
پس از پایان یافتن جنگ جهانی دوم، او در خارج از ایالات متحده مستقر شد و به عنوان معاون رئیس مأموریت در سفارت ایالات متحده در قاهره و سپس به عنوان مدیر آوارگان در اداره امداد و توانبخشی سازمان ملل متحد (UNRRA) در لندن مشغول به کار شد. پس از آن در ژنو به کار برای سازمان بین‌المللی پناهندگان در زمینهٔ برنامه‌های امداد، اسکان مجدد و توانبخشی مشغول شد.

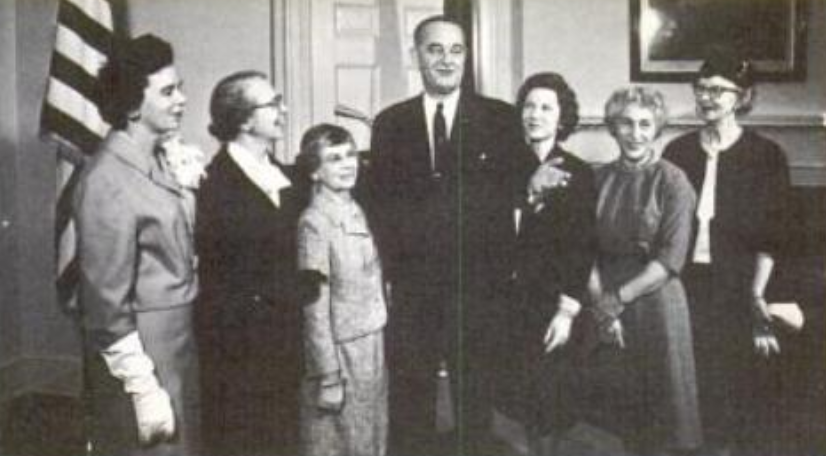
رئیس‌جمهور لیندون بی. جانسون در دیدار با شش برندهٔ جایزهٔ زن فدرال در سال ۱۹۶۴ در اتاق بیضی. از چپ به راست: الیزابت مسر، ایولین ام. اندرسون، گرترود بلانچ، رئیس‌جمهور جانسون، پاتریشیا ون دلدن، مارگارت شوارتز، و سلین گیفورد.

گیفورد که سفیدپوست بود، بیشتر دوران فعالیت شغلی خود را در اداره امور سرخ‌پوستان پشت سر گذاشت. او در سال ۱۹۴۹ رئیس بخش خدمات اجتماعی این اداره شد، و در سال ۱۹۵۲ به سمت دستیار کمیسر منصوب شد. در سال ۱۹۵۸، او در برابر کمیته‌ای در مجلس نمایندگان آمریکا در مورد بودجهٔ آموزش کودکان سرخ‌پوست آمریکایی، و بعداً در سال ۱۹۶۱، در برابر کمیته‌ای در مجلس سنای ایالات متحده در مورد حقوق اساسی سرخ‌پوستان آمریکایی شهادت داد. او همچنین برنامه‌هایی را برای کاریابی تأسیس کرد، به مطالعه پیرامون مسائل مربوط به بودجهٔ اجرای قانون پرداخت، و از لغو قوانین تبعیض‌آمیز در مورد فروش مشروبات الکلی به بومیان آمریکا حمایت کرد و گفت: «من انکار نمی‌کنم که نوشیدن مشروبات الکلی مشکلی در میان سرخپوستان است. اما آیا برای هیچ گروه دیگری از مردم اینطور نیست؟» در سال ۱۹۶۲، گیفورد عنوان یادبود خدمت برجسته را از این اداره دریافت کرد و در سال ۱۹۶۴ نیز موفق به کسب جایزهٔ زن فدرال شد. او در سال ۱۹۶۵ از این اداره بازنشسته شد.

## زندگی شخصی
سلین گیفورد در سال ۱۹۷۹ در ۷۸ سالگی بر اثر سرطان روده بزرگ در لیسبورگ، ویرجینیا درگذشت. قبر او در کنار محل دفن خواهر و برادرش در روچستر، ماساچوست واقع شده‌است.